# Argyra abdominalis
Argyra abdominalis är en tvåvingeart som först beskrevs av Thomas Say 1829.  Argyra abdominalis ingår i släktet Argyra och familjen styltflugor.
Artens utbredningsområde är Indiana. Inga underarter finns listade i Catalogue of Life.